# Abies hidalgensis
Abies hidalgensis je jehličnatý strom z čeledi borovicovité, z rodu jedlí, rostoucí v mexickém státě Hidalgo a blízce příbuzný jedli Abies hickelii.

## Popis
Stálezelený, jehličnatý strom, dorůstající výšky 18 m. Koruna je sloupovitě kuželovitá. Borka zprvu hladká a světle šedá, později načervenalá a rozpraskaná do nepravidelných velkých plátů. Pupeny malé. Letorosty hladké, žlutohnědé. Jehlice 1–6 cm dlouhé a 1,5 mm široké, seshora tmavošedozelené, vespod stříbrnošedé, obsahují 5–7 pryskyřičných kanálků (důležitý poznávací znak tohoto stromu). Samčí šištice 10 mm dlouhé. Šišky válcovité, 6,5–8 cm dlouhé a 3,5–4 cm široké, dozráváním zelené (další poznávací znak stromu).

## Příbuznost
Jedle Abies hidalgensis je blízce příbuzná jedli Abies hickelii.

## Výskyt
Domovinou stromu je Mexiko (stát Hidalgo).

## Ekologie
Horský strom rostoucí se v nadmořských výškách kolem 2300 m. Jedle Abies hidalgensis tvoří lesy například s olší Alnus firmifolia, komulí Buddleja cordata, borovicí Pinus patula, borovicí Pinus teocote a dalšími.

## Využití člověkem
Žádné. Není ani pěstován.

## Ohrožení
Strom je označován jako zranitelný, jeho populace byla objevena pouze na jednom místě (Hidalgo), není znám stav jeho populace, není kácen ani nejsou žádné programy pro jeho ochranu. Pro jeho (na jednu oblast omezenou) populaci, je strom ohrožen především možnými lesními požáry.